# Nukemap
Nukemap, de l'anglais nuke (frappe nucléaire) et map (carte), est un logiciel de simulation en ligne présentant une projection, géolocalisée sur une carte géographique, des différentes zones affectées par l'explosion d'une arme nucléaire, en fonction de la puissance de cette dernière et de l'altitude de l'explosion. Créé par Alex Wellerstein (en), historien des sciences à l'Institut de technologie Stevens, le site utilise l'interface de programmation de Google Maps ainsi que des données déclassées concernant les effets des armes nucléaires. Une variation du script, appelée Nukemap3D, présente des images modélisées en 3D et à l'échelle de nuages en champignon,.

## Historique
La première version du logiciel a été lancée en février 2012,,. 
Des mises à jour importantes ont été réalisées en juillet 2013,,.

## Réception
Le site suscite une certaine réaction sur le web,. D'abord développé dans un but éducatif afin, notamment, d'illustrer la différence d'échelle entre les effets des bombes à fission et à fusion, le site est visité par environ trois millions de personnes (en date de 2012) qui ont fait exploser environ 30 millions de bombes virtuelles. La moyenne est de 5 « explosions » par visiteur.

## Prix et distinctions
Nukemap est finaliste du Visualization Challenge de la National Science Foundation en 2014.